# Mancetter
Mancetter – wieś w Anglii, w hrabstwie Warwickshire, w dystrykcie North Warwickshire. Leży 33 km na północ od miasta Warwick i 152 km na północny zachód od Londynu. W 2001 miejscowość liczyła 2449 mieszkańców.